# Sultaniyya

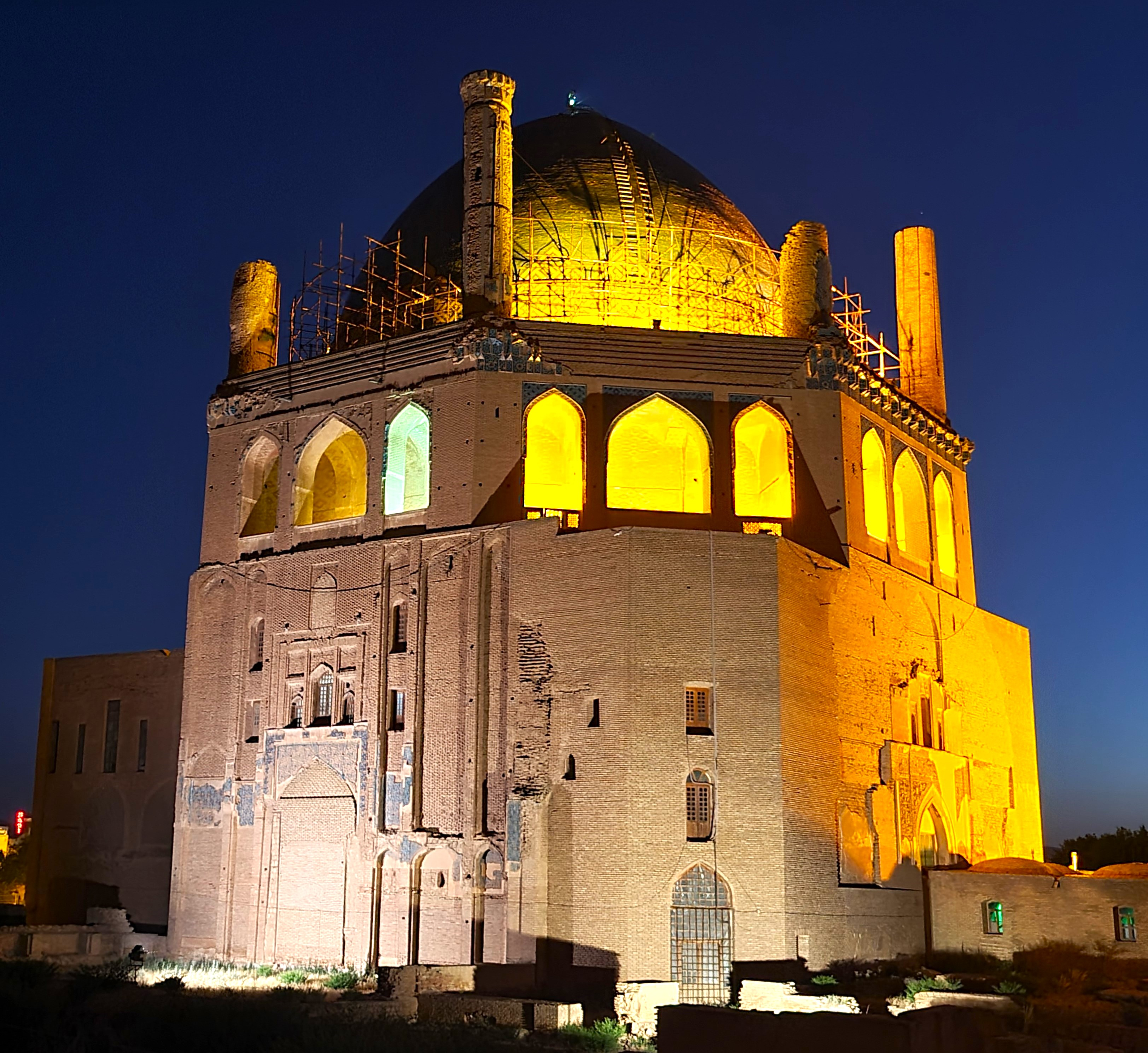

Sultaniyya o Soltaniyeh (persa: سلطانيه, transcrit també com Solţānīyeh, Solţāneyyeh, Sultaniye, Sultaniya, Sultānīyeh i altres variacions), coneguda també com a Saīdīyeh, és una ciutat de l'Iran, capital del Districte de Soltaniyeh del comtat d'Abhar, a la província de Zanjan. Al cens del 2006 apareix amb una població de 5.684 habitants. És a 240 quilòmetres al nord-oest de Teheran i a 50 km al sud de Zandjan, i fou capital dels kans il-kànides de Pèrsia al segle xiv. És a una altitud de 1.700 metres sobre el nivell de la mar. El nom vol dir una cosa així com ‘la Imperial’. El 2005 la UNESCO la va posar a la llista del Patrimoni de la Humanitat.

## Història
La comarca era anomenada Shahruyaz i gaudia de moltes pastures; la ciutat fou fundada al final del segle xiii pels il-kànides. La vila va dependre inicialment de Qazvín i va portar el nom de Kongkur Öleng ('El Prat dels Alatzans') que es conserva en el poble d'Oleng a la vora de la moderna Sultaniyya/Sultaniyeh. Arghun Khan en va començar la construcció vers el 1285 i la va engrandir el seu fill i successor Oldjeitu el 1305 per celebrar el naixement del seu fill Abu Said. Oldjeitu la va rebatejar i hi va establir la seva residència d'estiu principal i, de fet, la capital del kanat (durant uns mesos a l'any). Es va expandir considerablement; les muralles van créixer molt (de 12.000 passos de circumferència a 30.000) i tenia una ciutadella quadrada a la part alta amb notables fortificacions de pedra i lloc per a cavalls i cavallers. Hi havia fins a 16 torres en cercle fora de les muralles molt ben decorades. Era preparada per ser una capital i no un simple campament i es va ordenar construir palaus i jardins. El famós visir Rashid al-Din hi va construir un barri amb mil cases i altres notables van fer també construccions considerables; Taj al-Din Ali Shah va construir un luxós palau dit del Paradís. S'hi van erigir també monuments de pedra i de fusta tots decorats amb luxe, portes de bronze, finestres, marbres, mosaics, revestiments, etc. i la tomba vuitavada d'Oljeitu, el monument mes famós que inclou una mesquita, una madrassa, un hospital i un allotjament per a pelerins. Era un centre comercial de primer ordre amb caravanes, deu mil comerços i mercaders d'arreu. la construcció es va acabar el 1313. Oldjeitu hi fou enterrat el 1316. El 1318 el papa va crear una arxidiòcesi a Sultaniyya i des de 1318 a 1425 fou seu d'un arquebisbat cristià fundat pel papa Joan XXII.
A la caiguda dels il-kànides després del 1335, la ciutat va canviar sovint de mans, estant en poder dels cobànides, jalayírides i muzaffàrides. El 1379 un antic comandant jalayírida, Sarik Adil (que havia servit a Shaykh Uways) s'hi va fortificar i va derrotar el muzaffàrida Shah Shudja. Poc després s'hi va sotmetre i va poder conservar la plaça com a vassall muzaffàrida. Al cap de poc Adil va proclamar sultà a la ciutat Bayazid Jalayir (que dominava Kazwin); el germà d'aquest, Sultan Ahmad, es va queixar a Shah Shudja; Bayazid es va sotmetre a Shah Suja (1383). Sariq Adil fou expulsat de Sultaniyya per Shah Shuja, que se'l va emportar a Fars com un dels seus amirs; aleshores Bayazid va pactar la pau amb el seu germà Ahmad (que dominava Bagdad i Tabriz) al que va cedir Sultaniya i va conservar Kazwin per un temps però la va abandonar per marxar al Luristan. El sultà Ahmad ibn Uways s'hi va establir però quan Tamerlà es va acostar (1384) va encarregar el govern i la defensa de la ciutat al seu fill, Akbugha ibn Ahmad i ell mateix va fugir cap a Tabriz. L'amir Umar Abbas va marxar amb 60 homes cap a Sultaniya tot i l'intens fred del hivern, només per fer una exploració; però quan va arribar a la ciutat els seus defensors havien fugit emportant-se a Akbugha ibn Ahmad. Umar ho va comunicar a Tamwerlà que pel seu costat ja havia entrat a Rayy
Passat el hivern (1394-1395) Tamerlà va sortir cap a Sultaniya. En aquesta ciutat va saber de Sariq Adil, l'amir al servei dels jalayírides que s'havia revoltat i finalment s'havia sotmès a Shah Shuja de Fars, i que des de la mort d'aquest es considerava vassall del muzaffàrida Zain al-Abidin (i romania a Fars amb aquest sultà). Adel va ser cridat per Timur que li va concedir el honor de baixar el tapis del tron; Timur el va distingir amb diversos favors i el va nomenar governador de la província de Sultaniya i dels territoris que en depenien. Muhammad fill de Sultan Shah fou encarregat de conquerir la regió (finals del 1384).
El 1393 Tamerlà, amb una segona avantguarda manada pel seu fill Shah Rukh, va passar per Yelak Veli, Damghan, Semnan i Rayy; la primera avantguarda manada pels prínceps Pir Muhàmmad ibn Úmar Xaykh i Muhammad Sultan ibn Jahangir va arribar a Qazwin, van derrotar i capturar al governador de la ciutat, Shah Suar, i el van enviar a Tamerlà. D'alli la primera avantguarda es va dirigir a Sultaniya, on el governador Ak Txeghi havia mort i Isnaf Shah el seu naib, havia agafat el govern al seu lloc; quan van arribar les forces timúrides Isnaf Shah va abandonar el govern i va fugir i la ciutat fou ocupada sense lluita; els dos prínceps hi van estar 8 dies i després van sortir en direcció a Bagdad. En endavant Sultaniya fou sovint residència d'emperadrius i princeses i alguns dels prínceps van néixer en aquesta ciutat (per exemple Ulugh Beg que hi va néixer l'11 d'abril de 1394).
Tamerlà va acampar el 27 de juny de 1393 a la plana d'Hamadan i allí, cap al final de mes, va conferir el govern del anomenat "tron d'Hulagu" (Takhi-i-Hulagu) al sei fill Miran Xah. Les reines Sarai Mulk Khanum i Tuman Agha que eren a Sultaniya es van desplaçar cap a la cort de Timur passant per Tabriz el 3 de juny de 1394. Per aquestes dates ja feia 11 mesos que no veia els seus nets mes joves (que estaven a Sultaniya) i l'endemà (12 de juny de 1394) va decidir marxar a veure’ls però no va arribar a la ciutat sino que a l'Alatagh algunes reines i prínceps el van anar a trobar. L'octubre de 1394 les reines, princeses i dames de la cort van marxar cap a Sultaniya per passar el hivern. A la primavera del 1395 la dames de la corte foren enviades a Samarcanda, excepte la princesa Txelpan Mulk Agha que va restar a Sultaniya. Musa Rekmal fou enviat a Sultaniya com a governador, conjuntament amb Aki Irantxa que governaria la fortalesa. El 1396 Tamerlà que era a Ardebil, va anar a Sultaniya. Allí es va compadir del sultà ortúkida de Mardin, Aiza, que portava tres anys lligat de mans i peus en una presó, i el va alliberar i li va retornar el principat de Mardin (auxiliat per alguns amirs de Tamerlà). Més tard va anar de Sultaniya a Hamadan
A causa d'una caiguda de cavall, des de 1398 Miran Xah fou afectat per atacs de bogeria que es manifestaven en la destrucció de monuments i prodigalidad; Sultaniya, capital estacional de Miran Xah, es trobava directament a la ruta oest de Tamerlà el 1399 i calia donar una lliçó al príncep que fou destituit; el 1402 Tamerlà estava a Awnik i va reenviar a Sultaniya a l'emperadriu Tuman Agha (la única que havia quedat amb ell) junt amb el príncep Sad Vaccas, fill de Muhammad Sultan. El 1403 Tamerlà va cridar a les emperadrius Sarai Mulk Khanum, Tuman Agha, Txelpan Mulk Agha i la princesa Khan Zade, per anar a trobar-lo a Awnik des de Sultaniya on estaven. Havent mort el príncep Muhammad Sultan, el net preferit de Tamerlà, el taüt fou portat d'Awnik a Sultaniya (1403) on després el va recollir la seva mare Khan Zade i el va portar a Samarcanda; poc després el Takhi-i-Hulagu fou concedit a Muhammad Umar ibn Miran Xah. De retorna a Samarcanda, Tamerlà va arribar a Sultaniya el 10 de maig de 1404; en aquest any 1404 Ruy González de Clavijo va visitar la ciutat, que va trobar assolada per les activitats de Miran Shah, el qual havia destruït diverses edificacions inclòs el castell, havia profanat la tomba d'Oldjeitu i n'havia tret el cadàver; això no obstant la vila continuava molt poblada i el comerç era considerable (fins i tot més que el de Tabriz). Algun historiadors pensen que Miran Xah governava la ciutat el 1404, però Yazdi només diu que hi residia.
El 2 de maig de 1405 Muhammad Umar ibn Miran Xah va acampar a Sultaniya; Abu Bakr ibn Miran Shah va deixar el gruix de l'exèrcit i va seguir endavant amb un reduït grup de soldats i Muhammad Umar el va arrestar i el va fer empresonat; el presoner va aconseguir apoderar-se de la ciutat el 24 de juliol de 1405), amb algunes complicitats interiors; els que s'hi van oposar, principalment el tresorer (Khinzanji) Adel, Isa Kurji i Shaikh Hajji, foren massacrats. Agafats per sorpresa els oficials i soldats es van passar a Abu Bakr; la plaça estava ben proveïda d'armes i guardava el tresor local. L'amir Husayn Barles i la mare d'Abu Bakr, que eren a Ghuzeldereh, es van dirigir a Sultaniya amb la seva gent per recolzar a Abu Bakr. Aquest va repartir els diners trobats entre els seus seguidors, per assegurar lleialtats, i es va dirigir a Rayy i d'alli al Khurasan, buscant al seu pare Miran Shah, que expulsat per Muhammad Umar, havia marxat a buscar asil a Khurasan. En dos dies Muhammad Umar va arribar a Sultaniya i va enviar a l'amir Abd al-Razzak, fill de l'amir Khudaidad, a perseguir al seu germà. A la vora de Kazwin els dos exèrcits es van trobar i després d'una batalla que va durar tot el dia, sense guanyador clar, Abu Bakr va poder seguir cap a Rayy i Abd al-Razzak va haver de tornar a Sultaniya que Muhammad Umar havia deixat en mans d'amirs fidels. Abu Bakr i Miran Shah, ja retrobats van saber que Muhammad Umar era al Kur lluitant contra l'amir i xah de Shirwan i establint el seu camp a Sauk Bulak es va dirigir amb dos mil homes a Sultaniya, que no va oferir resistència. Els harems d'Umar i dels seus amirs foren repartits entre els seus partidaris. Quan tot això es va saber al campament del Kur, establert a Mianej-Ghermrud, els soldats van abandonar a Umar i es van passar a Abu Bakr. Bayan Kutxin i el shaikh Khusraw Shah, gran amir i visir de Muhammad Umar, eren a Awjan i es van dirigir a Sultaniya on van entregar la recaptació a Abu Bakr per salvar la pell, si bé el shaikh fou penjat per ordre d'Abu Bakr. Aquest va fer construir un tron d'or i va proclamar com a sobirà a Miran Xah. Davant una alianza dels seus cosins contra ell, Abu Bakr va marxar en persona cap al sud, deixant el govern de Tabriz en mans de Muhammad Dawati i Zain al-Din Kazwini; es va dirigir a Sultaniya (saquejant tot al seu pas fins i tot una caravana) i d'alli a Jurbakhan on va acampar abans d'arribar a Esfahan (1406). Durant l'assalt a Esfahan, Abu Bakr va saber que el xeic Hajji Iraki estava assetjant Sultaniya i que Shaikh Ibrahim havia arribat a Tabriz que poc abans havia estat ocupada per l'amir Bistam Jagir. Va desistir de l'assalt a Esfahan i va renovar un tractat de capitulació ja pactat i no implementat amb Esfahan, sortint en direcció a Sultaniya. Quan va arribar a Deguzin el xeic Hajji Iraki va abandonar el setge i se’n va anar cap a Tarom. Abu Bakr podia anar ara Tabriz i recuperar la ciutat però una epidemia ho va impedir i després van arribar els turcmans kara koyunlu i el van derrotar a prop de l'Araxes el 26 d'octubre de 1406. Abu Bakr va retornar a Sultaniya que va posar en estat de defensa i va poder passat el hivern a la província de Rayy. A meitat de 1407 Kara Yusuf Kara Koyunlu va atacar Sultaniya. Abu Bakr va deixar 200 homes escollits allí manats per Dervix Kuji i se’n va anar a Rayy, al peu de la Muntanya Damavand on va passar l'estiu. Kara Yusuf va ocupar Sultaniya i després la va saquejar i va enviar molts presoners a Tabriz, Maragha i Ardebil. Abu Bakr va poder tornar a Sultaniya i allí va saber que el seu visir Ilgaz havia reconegut com a sobirà a Rida Kiya, príncep de Gilan, i havia abandonat Kazwin per anar a Rudbar. Abu Bakr va anar a Kazwin i va enviar tropes a perseguir a Ilgaz; aquest es va entregar quan li van dir que el príncep li concedia una amnistia, però portat a Kazwin, fou condemnat a una multa enorme que no va pagar ja que va morir per les tortures.. A meitat d'octubre de 1407 Abu Bakr, que havia tornat a Sultaniya, va fer una incursió en dos dies fins a Ardebil l'entorn de la qual va saquejar i va fer un botí considerable. El 1408, després de ser derrotat pels Kara Koyunlu a Sardrud prop de Tabriz (18 d'abril del 1408) Abu Bakr es va retirar cap a Sultaniya. Bistam Jagir, el turcman governador d'Ardebil, amb les seves forces, es va dirigir cap a Sultaniya; va enviar a Dervix Ahmad Atesji al governador de Sultaniya, Dervix Kuscheji, amb diverses ofertes temptadores; però Kuscheji va refusar rendir la plaça i Bistam Jagir va iniciar el setge que va durar de meitat de juny de 1408 a meitat de juliol; el dijous 21 de juliol de 1408 Bistam va entrar a la ciutat. El seu germà Masum fou nomenat governador. Kara Yusuf va nomenar a Bistam governador de tota la província de l'Iraq Ajamita.
El sultà jalayarída Ahmad ibn Uways va conquerir Khuzestan (hivern del 1408 a 1409) i va tornar a Bagdad on a finals del hivern (gener o febrer de 1409) es va posar malalt i per consell dels metges es va traslladar al seu ilak o campament d'estiu; ja recuperat els amirs el van instar a dirigir-se a Sultaniya aprofitant que Bistam Jagir s'havia dirigit a Esfahan (en suport del pretendent muzaffàrida al-Motasim), i al seu lloc havia deixat al seu inexpert fill Baiazet Jagir, encara menor d'edat, que probablement evacuaria la fortalesa en cas d'atac. El sultà ho va acceptar però quan va arribar a Hamadan es va assabentar que Bistam Jagir ja havia abandonat Esfahan, derrotat, i que encara que havia aconseguit tornar a Sultaniya, el govern estava desorganitzat; Bistam havia nomenat governador de la ciutat al seu germà Masum i ell mateix s'havia dirigit al seu feu d'Ardebil. Ahmad es va establir als suburbis de Sultaniya i els comandants de les zones properes se li van sotmetre, especialment Abd al-Razzak que s'havia fet amb el control de Kazwin. Una negociació amb Masum no va tenir efecte i el sultà va decidir esperar tranquil·lament.
Bistam Jagir estava a Sultaniya i estava ara enfrontat al seu antic aliat Kara Yusuf, que planejava dominar l'Iraq Ajamita. A primers d'octubre de 1412 Kara Yusuf va arribar a Sultaniya que va ocupar; va enviar un missatge als fills de Jagir que eren a Ardebil intimant-los a rendir-se però no va obtenir resposta, i furiós, es va dedicar a destruir els edificis de Sultaniya. El 4 de novembre de 1412 va tornar cap a Tabriz i Bistam va retornar a Sultaniya. Després de passar el hivern a Tabriz, a la primavera va sortir de la capital. Finalment va concedir el perdó a Muhammad ibn Mansur, nebot de Bistam Jagir al que tenia presoner i li va concedir en feu (syourgal) els districtes d'Ardebil i Khalkhal però sense cap dret a Sultaniya; a l'estiu va entrar a les províncies de Kazwin i Sultaniya que foren lliurades a la devastació absoluta, però no va entrar a les ciutats. Mentre es feia això va saber que Muhammad ibn Mansur s'havia tornat a revoltar. El 14 d'abril de 1414 Xah Rukh va sortir del seu kixlak de Mazanderan i es va dirigir a Rayy, via Damghan. Bistam Jagir li va escriure des de Sultaniya i es va posar a les seves ordres. Xah Rukh va rebre la comunicació amb satisfacció però va suggerir enviar com a ostatge al fill o al germà Els fills Xaikh Derdi i Baiazet Jagir van arribar a la cort poc després. Xah Rukh va arribar a Herat el 16 d'octubre de 1414 i allí van anar a homenatjar-lo diversos amirs entre els quals el més destacat fou Bistam Jagir, que tenia el seu ilak (campament d'estiu) a Sultaniya i el seu kixlak (campament d'hivern) a Ardebil, governant des de Gilan cap a Mughan i l'Arran. El 1415 Kara Yusuf va demanar a Xah Rukh la concessió de Sultaniya a canvi de la seva fidelitat a l'emperador. Xah Rukh va contestar que podria acreditar la fidelitat enviant al fill com a ostatge i que si ho feia li concediria Sultaniya. Kara Yusuf es va posar en marxa per atacar Sultaniya; Xah Rukh va enviar als amirs Ibrahim i Jahan Xah Bahadur amb vint batallons (kosxhun) amb la ordre de reunir-se a l'amir Elies Khoja i anar a Rayy i allí concertar-se amb altres amirs i finalment combatre a Kara Yusuf si aquests continuava avançant. Bistam Jagir va deixar al seu fill al front de Sultaniya i es va retirar a Qom, amb el príncep Sad Vaccas. Aquest va considerar l'acte de Bistam una traïció i el va arrestar però Xah Rukh va revocar la ordre. Sad Vaccas es va sentir desautoritzat i va marxar amb 300 homes al campament de Kara Yusuf.
Sota el safàvida Tahmasp I el mausoleu d'Oldjeitu fou restaurat; en canvi, el comerç va retornar progressivament a Tabriz i com que la capital s'havia desplaçat a Esfahan, Sultaniyya perdia població i importància; al final del segle xvi estava gairebé abandonada i al segle xvii els monuments van caure en ruïnes i la població va quedar reduïda a uns centenars. Al final del segle xviii sota Fat·h-Alí Xah Qajar (1797-1834) es va construir un castell de cacera prop de Sultaniyya amb els materials reutilitzats de la ciutat en ruïnes; el pavelló es va dir Sultanabad, però fou abandonat després de la Guerra russopersa el 1828. El 1880 el poble tenia 400 o 500 cases (2.000 habitants). No fou fins al final del segle XX que es va recuperar una mica per la proximitat a la carretera Qazvín-Zandjan-Tabriz; el 1991 tenia 5.114 habitants, però posteriorment el creixement fou molt lent i actualment és d'uns sis mil habitants.

## Cúpula de Soltaniyeh
La principal de les ruïnes de Sultaniyya és el mausoleu d'Oldjeitu, conegut com la Cúpula de Sultaniyya/Soltaniyeh. L'estructura dels primers anys del segle xiv inclou una de la més antigues dobles cúpules del món, inspiració de futures construccions cupulars més agosarades com el mausoleu de Khodja Ahmed Yasavi i el Taj Mahal. La major part de la decoració exterior no s'ha conservat, però de l'interior es conserven superbs mosaics, lloses i pintures murals; la mateixa cúpula, d'un pes estimat de 200 tones, s'eleva a 49 m de la seva base i va ser restaurada.
Altre monument destacat és la tomba de mullà Hasan Kashi Shirazi (Monument Nacional iranià), de forma octogonal.